# Dhigali
Dhigali is een van de onbewoonde eilanden van het Raa-atol behorende tot de Maldiven.